# Pančevo-Brücke
Die Pančevo-Brücke (serbisch Панчевачки мост Pančevački most) ist eine kombinierte Eisenbahn- und Straßenbrücke in der serbischen Hauptstadt Belgrad. Sie war bis 2014 die einzige Brücke der Stadt, die die Donau überquert. Benannt ist sie nach der Stadt Pančevo in der Vojvodina, die über die Brücke zu erreichen ist.

## Lage
Die Brücke steht im Belgrader Stadtteil Palilula – dem einzigen, der sich über beide Ufer der Donau erstreckt –, und überspannt den Fluss ungefähr bei Stromkilometer 1166. Sie verbindet die beiden großen serbischen Regionen Šumadija und Banat.
Die südlichen Zufahrten beginnen im Stadtviertel Bogoslovija an den Straßen Mije Kovačevića und Višnjička, die unmittelbare Auffahrt liegt am Bulevar despota Stefana etwa 800 Meter vom Flussufer entfernt. Auf der nördlichen (Banater) Seite beginnt die Zufahrt im Stadtviertel Krnjača zwischen dem Blok Braća Marić und dem Blok Branko Momirov.
Die 2014 eröffnete Mihajlo-Pupin-Brücke liegt 10 km weiter stromaufwärts.

## König-Peter-II-Brücke (1935)

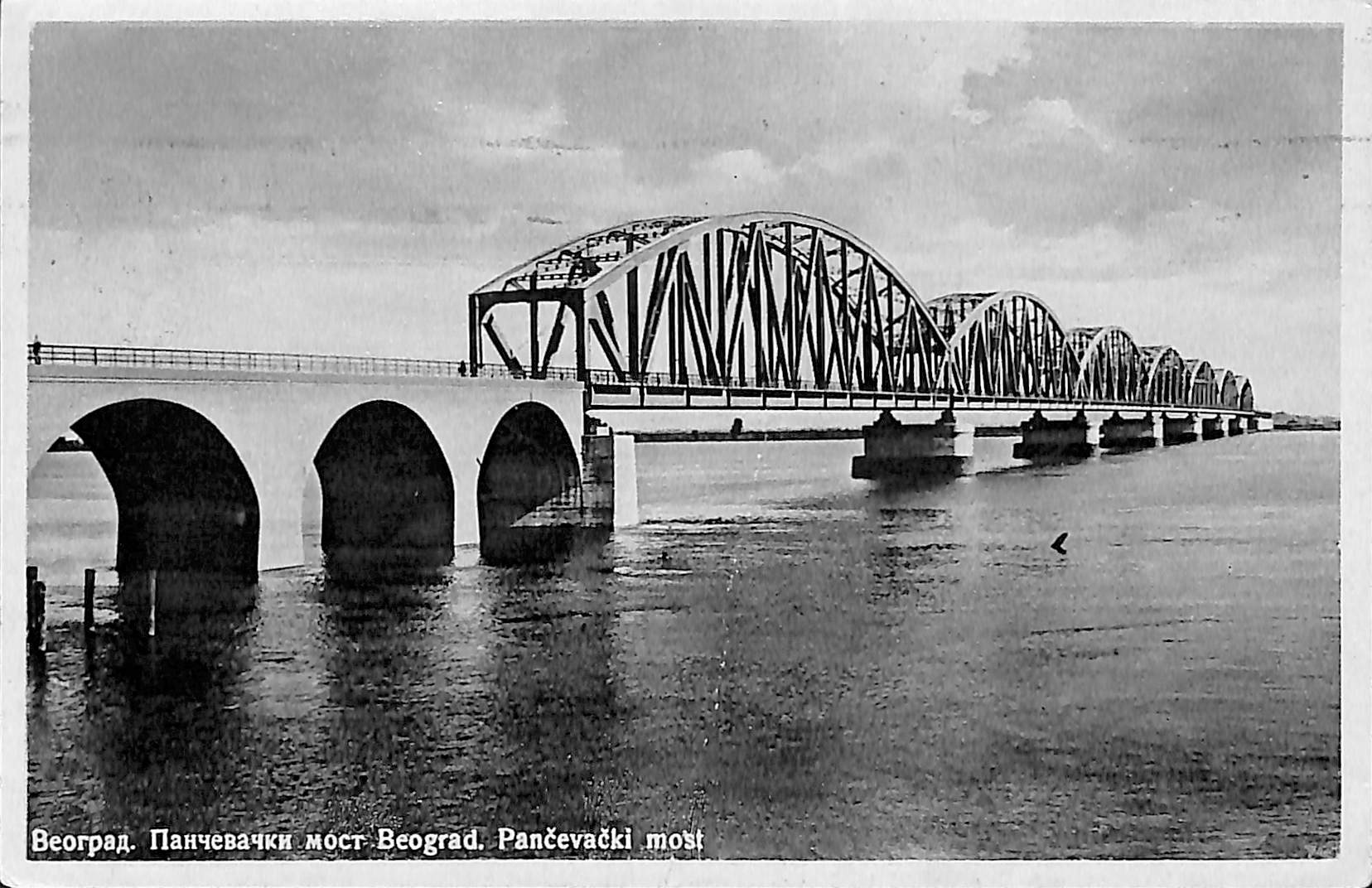
Most Kralja Petra II

Die ursprüngliche Donaubrücke war die 1935 eröffnete König-Peter-II.-Brücke (Most Kralja Petra II), eine kombinierte Eisenbahn- und Straßenbrücke. Sie war die einzigen Donaubrücke zwischen der für die Bahnstrecke Budapest–Belgrad gebauten und 1883 eröffneten Franz-Joseph-Brücke in Novi Sad (Neusatz) und der 1895 in Cernavodă kurz vor dem Donaudelta eröffneten König-Carol-I.-Brücke, die für die Bahnstrecke Constanța–Bukarest gebaut wurde.
Der Bau der Brücke beruhte auf deutschen Reparationsleistungen nach dem Ersten Weltkrieg, die im Rahmen eines Handelsvertrags mit Serbien vereinbart wurden. Eine deutsche Firmengruppe, bestehend aus einer Reihe großer Stahlunternehmen, bekam den Auftrag für die 16 km lange Strecke Belgrad–Pančevo, der insbesondere die Donaubrücke, aber auch die deutlich kleinere, heute Železnički most genannte Brücke über die Temesch kurz vor Pančevo umfasste. Im Einzelnen waren dies Hein, Lehmann & Co., Düsseldorf, Gutehoffnungshütte, Oberhausen, C.H. Jucho, Dortmund, Aug. Klönne, Dortmund, Fried. Krupp A.-G., Friedrich-Alfred-Hütte, Rheinhausen, Maschinenfabrik Augsburg-Nürnberg A.-G., Werk Gustavburg, Mainz-Gustavsburg und Vereinigte Stahlwerke, Dortmund, die sich die Stahllieferungen untereinander aufgeteilt hatten. Die Gesamtplanung machten die Vereinigten Stahlwerke. Für die Unterbauten hatte man die Siemens-Bauunion hinzugezogen. Für die Leistungen vor Ort wurde die Deutsche Gesellschaft für die Montage der Pančevo-Brücke gegründet.
Die Gründungsarbeiten begannen 1927 und wurden nach Unterbrechungen 1933 fortgesetzt. Die Einweihung folgte am 27. Oktober 1935 durch den Prinzregenten Paul von Jugoslawien, der das Bauwerk nach dem noch minderjährigen König von Jugoslawien Peter II. benannte (Most Kralja Petra II).
Der rund 1524 m lange Brückenzug bestand aus drei Abschnitten. Am rechten Donauufer gab es eine 135 m lange Vorlandbrücke. Es war eine Gewölbebrücke aus Stahlbeton mit fünf Öffnungen. Ihr folgte die stählerne, 1132 m lange Strombrücke. Die Hauptbrücke hatte sieben Fachwerkträger, die als Halbparabelträger mit gekrümmtem Obergurt ausgebildet waren. Der seitliche Achsabstand der Gurte betrug 10,9 m. Die 160 m langen Träger waren im Abstand von 2,10 m auf den Pfeilern gelagert. Am linken Donauufer schloss eine 256 m lange Vorlandbrücke, bestehend aus acht Öffnungen mit jeweils 32 m Stützweite, die von Vollwandträgern überspannt wurden, den Brückenzug ab. Seine lichte Höhe betrug 14 m über dem mittleren Wasserstand des Stroms. Die Brücke hatte ein Gleis und – von einer Wand getrennt – eine Straße, die breit genug für zwei Kutschen oder die damals immer noch seltenen Autos waren. Sie war so konstruiert, dass man später einen zweigleisigen Verkehr auf der Brücke hätte einrichten können mit beidseitigen Konsolen für je eine Fahrspur und einen Fußgängerweg.
Als der Balkanfeldzug des Zweiten Weltkriegs am 6. April 1941 mit dem Luftangriff auf Belgrad begann, beschloss die jugoslawische Armeeführung, alle Brücken in Belgrad zu sprengen (zwei über die Save und diese über die Donau). Es war ein vergeblicher Versuch, das Vorrücken der Wehrmacht aufzuhalten. Die Brücke König Petar II. wurde in der Nacht vom 10. auf den 11. April 1941 gesprengt. Der vierte und der fünfte Halbparabelträger fielen in die Donau.
Die Deutschen reparierten die Brücke und nutzten sie für ihre Zwecke während der Besatzungszeit von 1941 bis 1944. Im Frühjahr 1944 begann die westalliierte Bombardierung Belgrads. Die Brücke wurde getroffen und während der Angriffe am 16. April und 3. September 1944 zerstört.
Als die Wehrmacht (Heeresgruppe E) im Oktober 1944 ihren Rückzug aus Belgrad beendete, zerstörte sie die Brückenreste.

## Russische Brücke (1946)
Die Rekonstruktion begann 1945 von stromaufwärts durch Wiederaufbau der zerstörten Pfeiler. Die Planungen besorgten 50 sowjetische Ingenieure, geleitet von Wladimir Alexandrowitsch Golowko (1897–1956), einem Generalleutnant der Technischen Truppen der Roten Armee. Nach Josef Stalins Vorstellungen sollte eher ein provisorischer Übergang geschaffen werden als eine teure Eisenbahnbrücke, aber Josip Broz Tito überzeugte ihn von einem umfassenden Brückenbau. Dabei wurden Reste der alten Brücke und verschiedene andere Träger verwendet. Die Brücke hatte 10 Öffnungen mit folgenden Feldweiten: 88,08 + 2×70,60 + 87,60 + 70,05 + 87,60 + 160,00 + 56,00 + 55,00 + 45,00 m. Am 7. November 1946 passierte der erste Zug die neue Brücke und der reguläre Straßenverkehr begann drei Wochen später am 29. November. Ursprünglich hatte Tito sie die Brücke der Roten Armee genannt (Most Crvene Armije).

## Neubau (1965)
Nach 20 Jahren wurde 1965 ein insgesamt etwa 1068 m langer Neubau errichtet. Dabei erhielt sie ihr heutiges Aussehen mit einem unterteilten Warren-Fachwerk mit Stützweiten von 161,30 + 3×162,14 + 161,30 m und einer gesamten Länge von 809 m. In dem in der Mitte verlaufenden, etwa 12 m weiten Träger befinden sich zwei Gleise. Außen an beiden Seiten der Brücke sind jeweils eine zweispurige Straße und ein Gehweg auf Konsolen montiert.
Wenn man die Đerdap-Dämme an Rumäniens Grenze nicht mitrechnet, war die Pančevo-Brücke die einzige Brücke in Serbien über die Donau, die durch die NATO-Luftangriffe im Zuge der Operation Allied Force vom 24. März bis 12. Juni 1999 nicht zerstört wurde.

## Bahnhof
Am südlichen Ende der Brücke befindet sich die gleichnamige Bahnstation Pančevački most. Hier halten die Züge des Regionalverkehrs Beovoz. Sie ist außerdem Endstation der am 1. September 2010 in Betrieb genommenen S-Bahnlinie Bg:voz.